# 三月 (DOESの曲)
「三月」（さんがつ）は、日本のバンドDOESの3枚目のシングルである。2007年3月21日発売。発売元はキューンレコード。

## 概要
- アルバム『NEWOLD』から4ヶ月ぶりのリリース。
- 初回限定：特別紙ブックレット仕様
- 表題曲である「三月」は、2枚目のアルバム『SUBTERRANEAN ROMANCE』には、リテイクバージョンで収録されている（ベストアルバムの『SINGLES』も同じ）。

## 批評
高橋智樹は「気だるい揺らぎとゆったりとしたタイム感を持った氏原ワタルのボーカル。割り切れない感情をそのままにした音のようなギターのコード。」「ごくありふれた純色の背景に純色の感情を塗り重ねることでつぶやいたばかりの輝きを獲得するような驚きとマジックがある」と評した。

## 収録曲
1. 三月 (3:19)
テレビ東京系『JAPAN COUNTDOWN』エンディングテーマ
PVでは氏原が桜の木を日本刀で斬っているシーンが登場する。
『SUBTERRANEAN ROMANCE』、『SINGLES』では新たに録り直された音源が収録されている。
2. 光の街 (4:18) 
ベストアルバム『OTHERSIDE OF DOES』に収録。
3. ダンス・イン・ザ・ムーンライト zamurai mix (5:47)
Remixed by KAWANABE HIROSHI
上に同じ。

全作詞・作曲：氏原ワタル　編曲：DOES